# Айдын (писательница)
Айдын (настоящее имя — Манзура Сабирова) (узб. Oydin; 20 ноября 1906 — 30 мая 1953) — первая узбекская советская писательница, поэтесса и драматург, редактор, журналистка.

## Биография
В 1919—1923 училась женском институте просвещения. В 1933 году окончила Узбекскую педагогическую академию.
Работала в редакции журнала. Заместитель главного редактора «Янги йўл» («Новый путь»). (1938—1941), редактор, заведующая отделом литературных программ на узбекском радио (1941—1945). Главный редактор журнала «Oʻzbekiston xotin-kizlari» (1946—1953).
Секретарь Союза писателей Узбекистана (1932—1937). Член ВКП(б) с 1940 года.

## Творчество
Начала печататься в 1920-х годах. Взяла себе литературный псевдоним «Айдын», что означает «ясная».
Айдын черпала свой материал из жизни. Ей были известны и страдания трудящихся, стонавших под пятой баев и ханов, и светлая жизнь социалистического Узбекистана.
В 1925 опубликовала пьесу «Путь к новому» о раскрепощении женщины.
Писала стихи, поэмы (сборники «Песня рассвета», 1931, «Умелые руки», 1932, «Стихи», 1937), рассказы (сборники «Зумрад, или Выговор», 1934, «Девушки», 1943, «Ширин пришла», 1944, «Подвиг бессмертен», 1947, «Латальщик откочевал», 1949, «Милый командир», 1950, «Рассказы» , 1954), пьесы об узбекских женщинах, о труде, любви и семье. В рассказах о прошлом писательница страстно клеймила надругательство над человеческой личностью.
Автор новелл и очерков из прошлой жизни узбекской женщины, о труде и патриотизме советских людей («Сапожник приехал», «Невестка родила сына», «Гулсанам», «Мужество-вечность», 1947), критических и публицистических статей.
Манзура Сабирова, вошедшая в литературу под именем Айдын, своими короткими, но выразительными рассказами, художественным словом воспевала новую, свободную и счастливую жизнь советского Узбекистана и его славных дочерей.